# Hubert Koburg
Hubert Koburg (niem. Dietmar Hubertus Friedrich Wilhelm Philipp; ur. 24 sierpnia 1909 w Reinhardsbrunn, zm. 26 listopada 1943 w Mostach Wielkich) – niemiecki pilot, książę Saksonii-Coburga-Gothy. Był wujkiem króla Szwecji, Karola XVI Gustawa.

## Życiorys
Urodził się 24 sierpnia 1909 roku w Reinhardsbrunn jako trzecie dziecko księcia Saksonii-Coburga-Gothy, Karola Edwarda (1884–1954), oraz jego żony, Wiktorii Adelajdy ze Szlezwika-Holsztynu (1885–1970). 40 minut po jego narodzinach zostały odpalone salwy armatnie z 72 dział.
Po klęsce Cesarstwa w I wojnie światowej i wybuchu rewolucji listopadowej w 1918 roku ojciec Huberta – podobnie jak wszyscy niemieccy monarchowie – został zmuszony do abdykacji, a następnie stał się członkiem NSDAP. Został również pozbawiony brytyjskich tytułów za opowiedzenie się po stronie Niemiec w I wojnie światowej. Chociaż Karol Edward – jako jedyny syn najmłodszego syna królowej brytyjskiej, Wiktorii – wychowywał się jako Anglik, a rodzina mówiła głównie po angielsku w domu, Hubert – tak jak jego rodzeństwo – mówił także płynnie po niemiecku. Najbliższe relacje łączyły Huberta z jego starszą o rok siostrą, Sybillą.
Kiedy w 1932 roku jego najstarszy brat, Johann Leopold, zrzekł się praw do tronu, aby ożenić się z kobietą niższego stanu, w wyniku czego Hubert stał się nowym następcą tronu Saksonii-Coburga-Gothy. W tym samym roku mężczyzna wziął udział w ślubie swojej siostry, Sybilli, ze szwedzkim księciem, Gustawem Adolfem Bernadotte, księciem Västerbotten.
We wrześniu 1939 roku wybuchła II wojna światowa, a Hubert, wraz ze swoimi braćmi, zostali wcieleni do Wehrmachtu. Oficjalnie członkiem NSDAP Hubert został miesiąc później, 19 października 1939 roku.
Był znakomitym lotnikiem. Służył w Luftwaffe jako pilot kurierski na froncie wschodnim, uzyskał stopień Oberleutnanta. Zginął w akcji, gdy jego samolot został zestrzelony przez Wojskowe Siły Powietrzne ZSRR 26 listopada 1943 roku w Mostach Wielkich (na terenie dzisiejszej Ukrainy).
Ukochana siostra Huberta, Sybilla, była zrozpaczona śmiercią brata. Trzy lata po śmierci Huberta, w 1946 roku, urodziła swojego jedynego syna, któremu nadała imiona Karol Gustaw Folke Hubert (szw. Carl Gustaf Folke Hubertus). Ostatnie imię chłopiec otrzymał właśnie po Hubercie. W 2016 roku imię to otrzymał również wnuk Karola XVI Gustawa, Aleksander Eryk Hubert Bertil.

## Genealogia
| Pradziadkowie             | Albert Saxe-Coburg-Gotha (1819–1861) ∞1840 Królowa Wielkiej Brytanii Wiktoria Hanowerska (1819–1901)         | Albert Saxe-Coburg-Gotha (1819–1861) ∞1840 Królowa Wielkiej Brytanii Wiktoria Hanowerska (1819–1901)         | Jerzy Wiktor Waldeck-Pyrmont (1831–1893) ∞1853 Helena Nassau (1831-1888)                                     | Jerzy Wiktor Waldeck-Pyrmont (1831–1893) ∞1853 Helena Nassau (1831-1888)                                     | Fryderyk Schleswig-Holstein-Sonderburg-Glücksburg (1814–1885) ∞1841 Adelajda Krystyna Schaumburg-Lippe (1821–1899)                                          | Fryderyk Schleswig-Holstein-Sonderburg-Glücksburg (1814–1885) ∞1841 Adelajda Krystyna Schaumburg-Lippe (1821–1899)                                          | Fryderyk VIII Schleswig-Holstein (1829–1880) ∞1856 Adelajda Wiktoria Hohenlohe-Langenburg (1835–1900)                                                       | Fryderyk VIII Schleswig-Holstein (1829–1880) ∞1856 Adelajda Wiktoria Hohenlohe-Langenburg (1835–1900)                                                       |
| Dziadkowie                | Leopold Koburg (1853–1884) ∞1882 Helena Waldeck-Pyrmont (1861–1922)                                          | Leopold Koburg (1853–1884) ∞1882 Helena Waldeck-Pyrmont (1861–1922)                                          | Leopold Koburg (1853–1884) ∞1882 Helena Waldeck-Pyrmont (1861–1922)                                          | Leopold Koburg (1853–1884) ∞1882 Helena Waldeck-Pyrmont (1861–1922)                                          | Fryderyk Ferdynand ze Szlezwika-Holsztynu-Sonderburga-Glücksburga (1855-1934) ∞1885 Karolina Matylda Schleswig-Holstein-Sonderburg-Augustenburg (1860–1932) | Fryderyk Ferdynand ze Szlezwika-Holsztynu-Sonderburga-Glücksburga (1855-1934) ∞1885 Karolina Matylda Schleswig-Holstein-Sonderburg-Augustenburg (1860–1932) | Fryderyk Ferdynand ze Szlezwika-Holsztynu-Sonderburga-Glücksburga (1855-1934) ∞1885 Karolina Matylda Schleswig-Holstein-Sonderburg-Augustenburg (1860–1932) | Fryderyk Ferdynand ze Szlezwika-Holsztynu-Sonderburga-Glücksburga (1855-1934) ∞1885 Karolina Matylda Schleswig-Holstein-Sonderburg-Augustenburg (1860–1932) |
| Rodzice                   | Karol Edward z Saksonii-Coburga-Gothy (1884-1954) ∞1905 Wiktoria Adelajda ze Szlezwika-Holsztynu (1885-1970) | Karol Edward z Saksonii-Coburga-Gothy (1884-1954) ∞1905 Wiktoria Adelajda ze Szlezwika-Holsztynu (1885-1970) | Karol Edward z Saksonii-Coburga-Gothy (1884-1954) ∞1905 Wiktoria Adelajda ze Szlezwika-Holsztynu (1885-1970) | Karol Edward z Saksonii-Coburga-Gothy (1884-1954) ∞1905 Wiktoria Adelajda ze Szlezwika-Holsztynu (1885-1970) | Karol Edward z Saksonii-Coburga-Gothy (1884-1954) ∞1905 Wiktoria Adelajda ze Szlezwika-Holsztynu (1885-1970)                                                | Karol Edward z Saksonii-Coburga-Gothy (1884-1954) ∞1905 Wiktoria Adelajda ze Szlezwika-Holsztynu (1885-1970)                                                | Karol Edward z Saksonii-Coburga-Gothy (1884-1954) ∞1905 Wiktoria Adelajda ze Szlezwika-Holsztynu (1885-1970)                                                | Karol Edward z Saksonii-Coburga-Gothy (1884-1954) ∞1905 Wiktoria Adelajda ze Szlezwika-Holsztynu (1885-1970)                                                |
| Hubert Koburg (1909-1943) | | | | | | | | |